# Henning Adolph Kruuse
Henning Adolph Kruuse (af Verchou), född 12 januari 1654, död 5 mars 1712 i Skåne, var en svensk friherre och militär.
Henning Adolph Kruuse var son till Hans Abraham Kruuse af Verchou och Brita Strömfelt. Han blev fänrik vid Dalregementet 1677 men erhöll avsked därifrån samma år. År 1678 blev han ryttmästare vid Norra skånska kavalleriregementet, transporterades till Livregementet till häst 1682, blev major vid svenska och finska adelsfanan 1697 och överstelöjtnant där 1701. Kruuse blev 1705 överstelöjtnant vid skånska tremänningskavalleriregementet, och var 1709–1712 överste och chef för adelsfanan.